# Pat Lam
Patrick "Pat" Richard Lam (Auckland, 29 de setembro de 1968) é um ex-jogador neozelandês de rugby union que jogou por Samoa. Atuava na posição de oitavo.
Em 1991, fez seu único jogo pela Seleção Neozelandesa de Rugby, tradicionalmente a mais forte do rugby union, em uma excursão dela. Não se firmou nos All Blacks, contudo, e ainda naquele ano passou a defender a Seleção Samoana de Rugby. Estreou por Manu Samoa já na Copa do Mundo de Rugby de 1991, a primeira do país (ainda Samoa Ocidental, na época), que surpreendeu, derrotando a Argentina  e o anfitrião País de Gales, avançando da fase de grupos.
Ambos se reencontrariam com Samoa nos mundiais seguintes: no de 1995, Lam fez um dos tries de nova vitória sobre os argentinos, em espetacular virada samoana: os ilhéus perdiam por 12-26 até os últimos dezoito minutos, mas terminariam vencendo por 32-26. Samoa Ocidental, novamente, avançaria às quartas-de-final ali. Lam também marcou um try em nova vitória sobre Gales, que outra vez era o anfitrião, na Copa do Mundo de Rugby de 1999. Foi a penúltima partida dele pela seleção; despediu-se contra a Escócia, na repescagem da segunda fase daquela Copa.